# Macedonisch kenteken

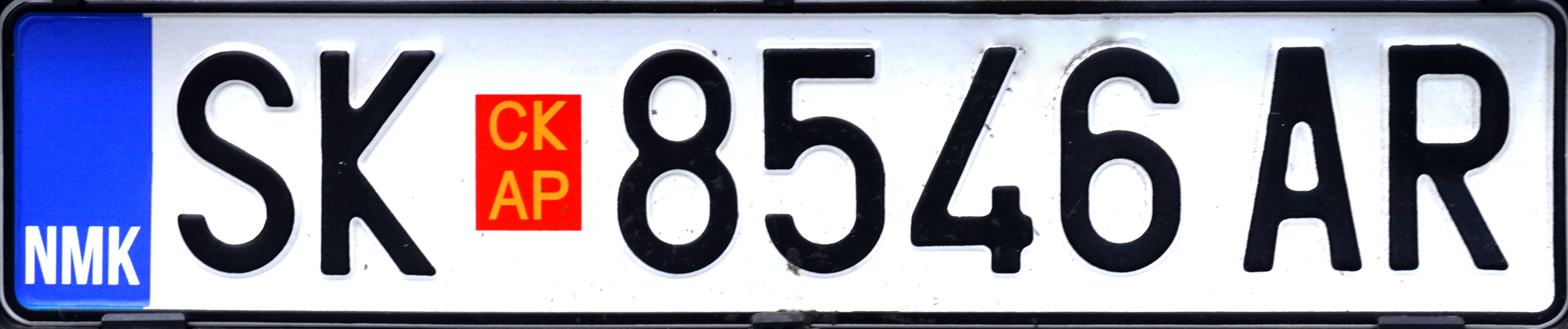
Huidig Kentekenplaat van Noord-Macedonië, sinds Februari 2019

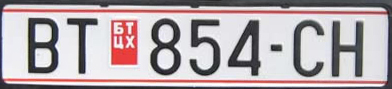
Kentekenplaat van Macedonië, tussen 1993 en 2012. Nog in gebruik

Kaart van huidige registratiecodes (2015–heden)

Kaart van oude registratiecodes per gemeente (2013–2015)

Kaart van oude registratiecodes per gemeente (2012–2013)

Kaart van oude registratiecodes per gemeente (1993–2012)

Sinds de onafhankelijkheid van Macedonië in 1991 werd eerst de oude Joegoslavische kentekens gebruikt tot de invoering van een eigen kenteken in 1995.
Het huidige Macedonische kenteken bestaat uit een witte kentekenplaat met twee zwarte letters die de herkomst aangeeft, dan een rood vlak met de herkomst in het Cyrillisch, gevolgd door drie cijfers en twee letters met aan de linkerkant een blauw vlak, net als de Europese kentekens, echter zonder Europese vlag en met de letters MK. Dit kenteken is in gebruik 20 februari 2012 tot februari 2019.
Van 1995 tot de invoering van het huidige kenteken zag deze er hetzelfde uit, echter het verschil dat het blauwe vlak ontbrak en dat er aan de boven/ en onderzijde een rode streep liep.
De huidige motorfiets kentekens bestaan uit vier cijfers.
| Afkorting | Gemeente      |
| --------- | ------------- |
| BE        | Berovo        |
| BT        | Bitola        |
| DE        | Delčevo       |
| GE        | Gevgelija     |
| GV        | Gostivar      |
| KA        | Kavadarci     |
| KI        | Kičevo        |
| KO        | Kočani        |
| KP        | Kriva Palanka |
| KU        | Kumanovo      |
| NE        | Negotino      |
| OH        | Ohrid         |
| PP        | Prilep        |
| RA        | Radoviš       |
| RE        | Resen         |
| SK        | Skopje        |
| SN        | Sveti Nikole  |
| SR        | Strumica      |
| ST        | Štip          |
| ŠT        | Štip          |
| SU        | Struga        |
| TE        | Tetovo        |
| TV        | Titov Veles   |
| VE        | Veles         |
| VI        | Vinica        |
| VV        | Vevčani       |

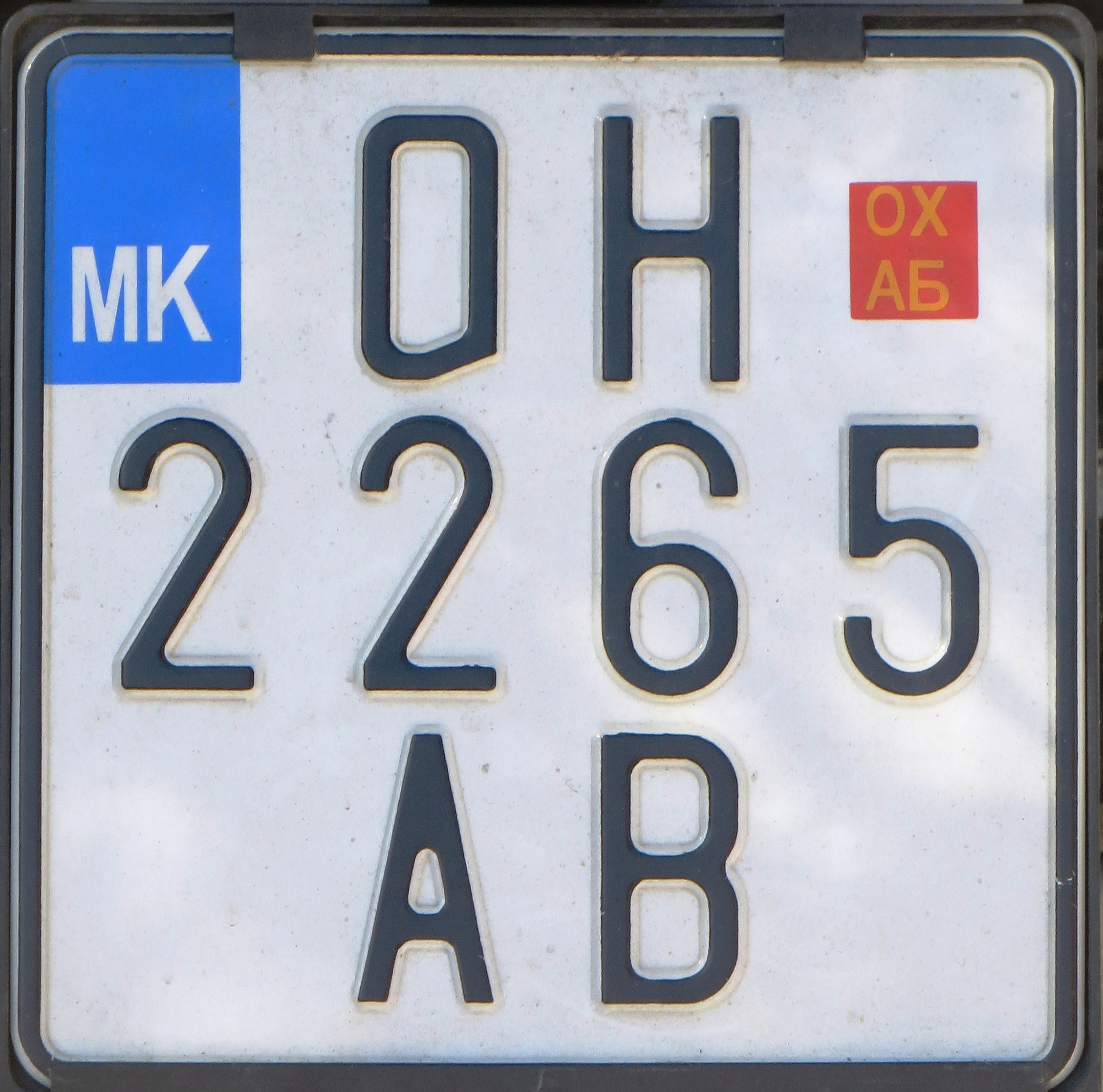
Motorfiets kentekenplaat uit Ohrid

De politie heeft een afwijkend kenteken, aan de voorzijde staat Politie zowel in het Engels als in het Cyrillisch.
Diplomatieke Kentekens

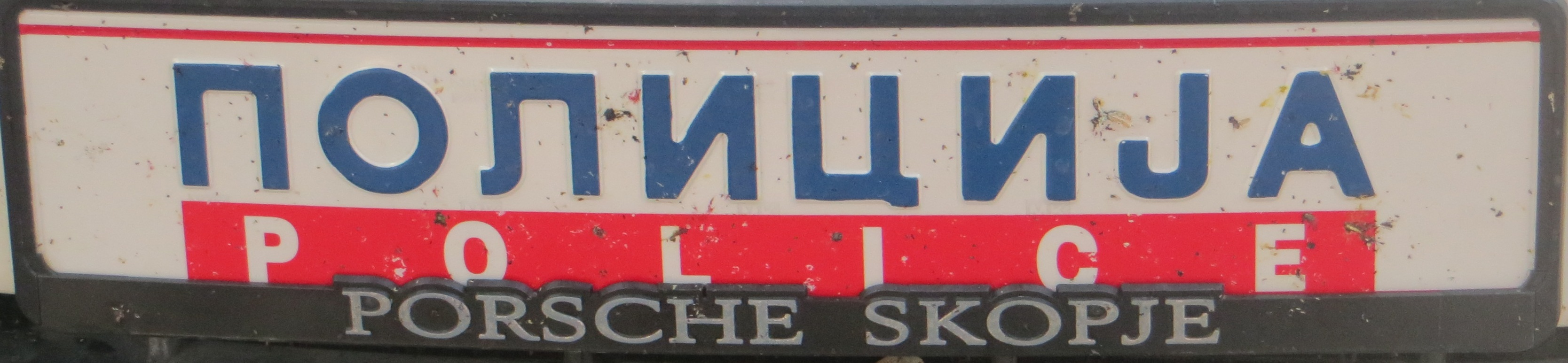
voorzijde politie

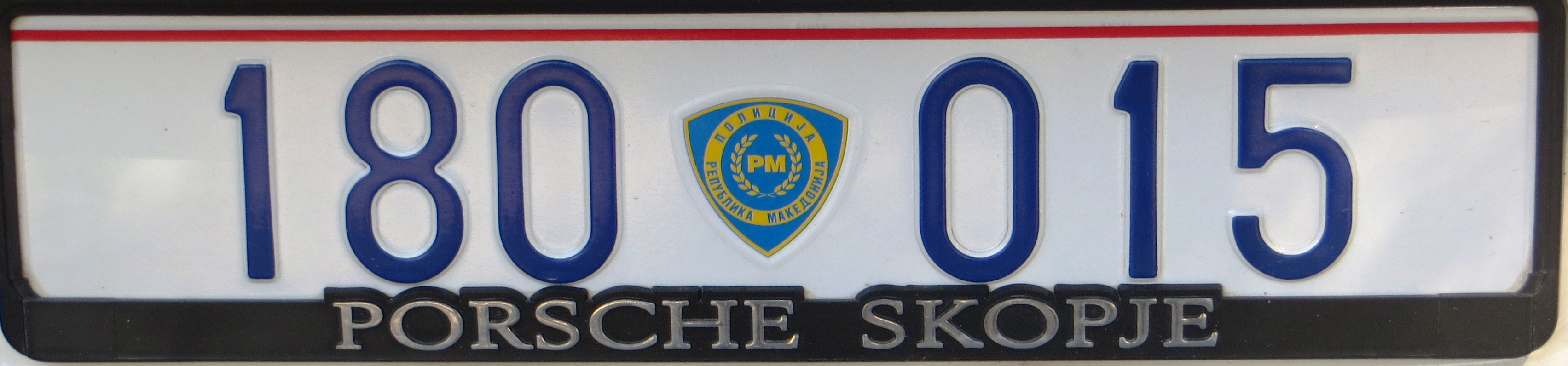
achterzijde politie

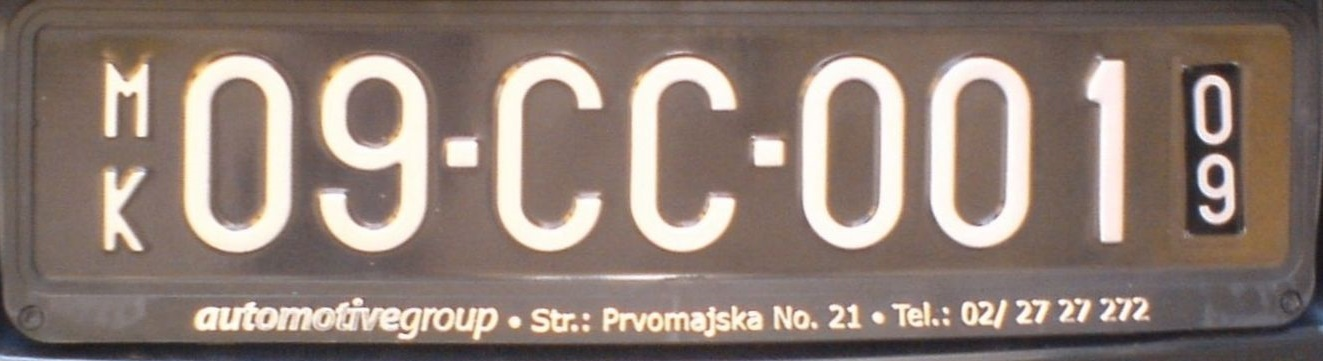
Diplomatieke plaat Frankrijk

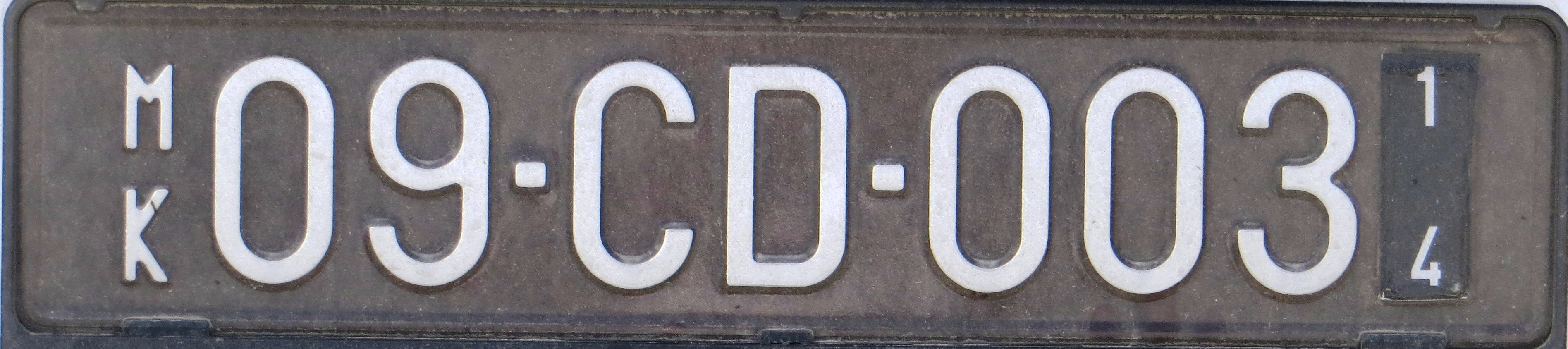
Diplomatieke plaat Frankrijk

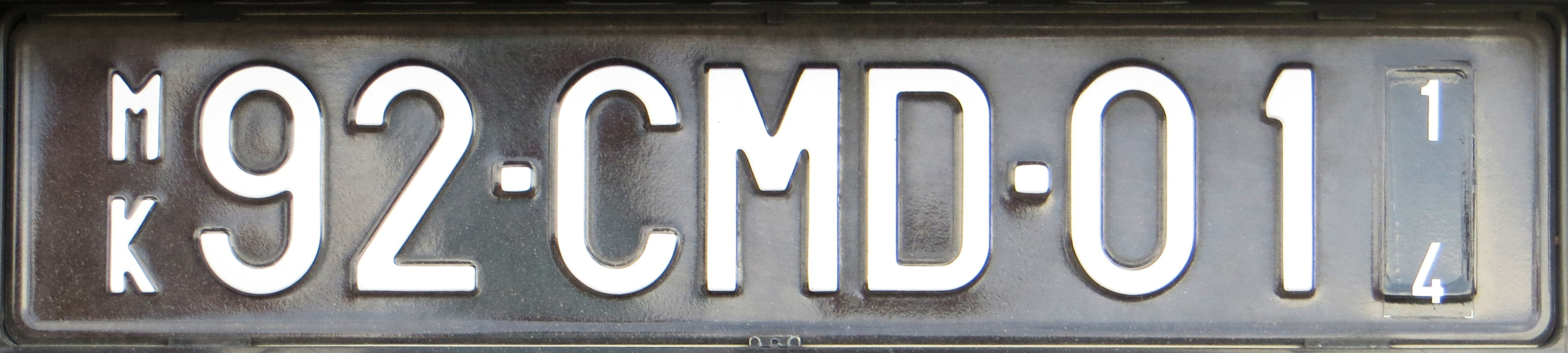
Diplomatieke plaat OVSE

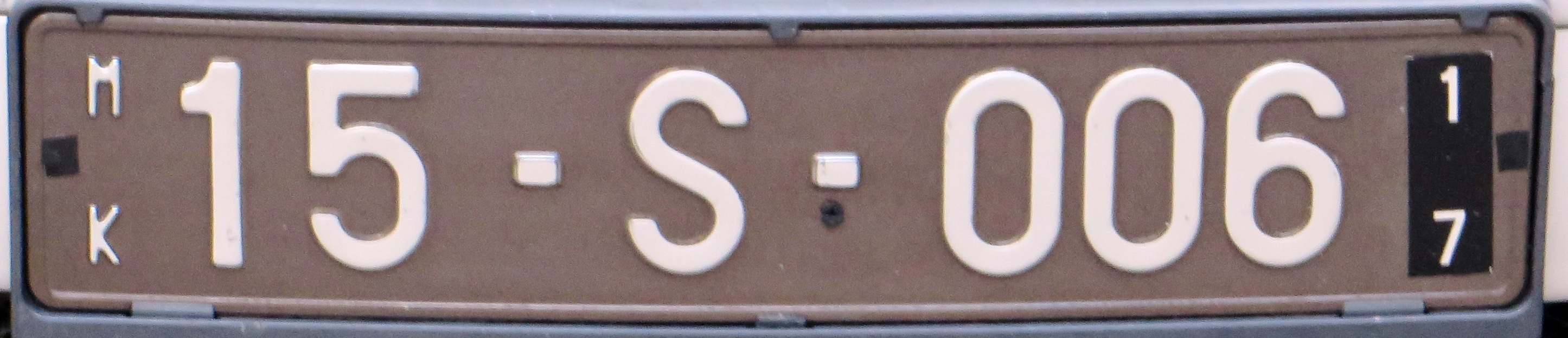
Diplomatieke plaat voor niet diplomatiek personeel (Rusland)

Diplomatieke kentekenplaten zijn zwart met witte letters.
Beginnend met de letters MK gevolgd door twee cijfers, twee of drie letters (code), gevolgd door twee of drie cijfers met daarachter het jaartal.
| Code | Verklaring                         |
| ---- | ---------------------------------- |
| CC   | Consulaat                          |
| CD   | Ambassade                          |
| CMD  | Leider van een diplomatieke missie |
| S    | Niet diplomatiek personeel         |